# قائمة الانقلابات في إفريقيا
منذ حصول كل دول أفريقيا على استقلالها حتى الآن أكثر من 187 انقلاب عسكريا لتبلغ الأرقام مابين عام 1966 حتى عام 1977 فقط حدث أكثر من 100 أنقلاب عسكرى في قارة أفريقيا.

## موريتانيا
في موريتانيا التيقام أكثر من 16 انقلاب عسكري منذ استقلالها في ستينيات القرن الماضي، حتى تسلمت السلطة في البلاد حكومة ديمقراطية بانتخابات نزيهة هي الأولى في تاريخ البلاد بعد انقلاب عام 1984، لكن سرعان ما تم الانقلاب على الحكومة المنتخبة بعد صعود رئيس المجلس العسكري الموريتاني إلى السلطة من خلال انقلاب عسكري على رئيس الحكومة المنتخبة «سيدي محمد ولد الشيخ عبد الله».
ويعد عام 1999 هو عام الانقلابات في أفرقيا حيث شهد وقوع أربع انقلابات ناجحة؛ ففي التاسع من أبريل تمّ اغتيال رئيس النيجر إبراهيم منياصارا على يد حرسه الجمهوري، وقد تولَّى «داود مالام» -قائد الحرس الوطني- السلطة، وقام بتشكيل مجلس عسكري لإدارة البلاد، وأعلن عن تشكيل حكومة وحدة وطنية تضمّ جميع الأحزاب السياسية. وفي 17 أكتوبر 1999 تمّ إجراء انتخابات لاختيار رئيس جديد للبلاد، تمّ على إثرها تسليم السلطة في البلاد للحكومة المنتخبة برئاسة محمد تنجا -الجنرال السابق بجيش البلاد- بعد انتخابات الدور الثاني التي أجريت في نوفمبر عام 1999.

## جزر القمر
وفي نهاية شهر إبريل الذي شهد ثلثه الأول انقلاب النيجر وقع انقلاب آخر في جزر القمر ليضاف إلى سلسلة الانقلابات التي شهدها ذلك البلد الفقير في إمكاناته الغني بانقلاباته وتوتراته السياسية (خمس انقلابات خلال ربع قرن من الزمان، إضافة إلى محاولة جزيرتي أنجوان وموهيلى الانفصال عن البلاد) ففي30 أبريل أعلن الجيش بقيادة العميد عثمان غزالي (أزالي حسوناني- كما تسميه وكالات الأنباء الأجنبية) الاستيلاء على السلطة لوضع حدّ للعنف والفوضى السياسية. وتعهَّد قادة الجيش بحكم البلاد لفترة لا تتجاوز العام يتمّ بعدها إجراء انتخابات عامة تُسلَّم على إثرها السلطة للحكومة المدنية المنتخبة. وتتكون جزر القمر من ثلاثة جزر أساسية، هي جزيرة «القمر الكبرى»، وجزيرة «أنجوان» (هونزوان في بعض الكتابات) وجزيرة «موهيلى»، إضافة إلى جزيرة «مايوت» الخاضعة للإدارة الفرنسية، والتي تتمتّع بمستوى خدمات ومعيشة أفضل؛ مما دفع أهالي جزيرة أنجوان إلى الانفصال منذ الثالث من أغسطس 1997، والمطالبة بالاستقلال أو العودة للحكم الفرنسي بسبب الظلم الواقع عليها من الحكومة المركزية في الجزيرة الأم «القمر الكبرى». وتشير الأنباء إلى أن ثمة تراجعًا من جانب قادة الانفصال عن مطالبهم وقبولهم العودة إلى جزر القمر في ظل الوعود التي أطلقها قادة الانقلاب برفع الغبن الواقع على الجزر المختلفة، وفي ظل رفض فرنسا موقف مسئولي الجزيرة ورفضها انضمام أنجوان إلى مايوت تحت إدارتها. ومن المؤشرات الدالة على توجُّه المصالحة والوحدة: التقاء عثمان غزالي -قائد الانقلاب- مع سعيد عبيد -زعيم الانفصال ورئيس جزيرة أنجوان-، واتفاق الجانبين على الوحدة الوطنية على أساس من الاستقلال الذاتي الإقليمي للجزر وتطبيق اتفاق تناناريف (مالاجاش) الذي تمّ التفاوض بشأنه بين الحكومة السابقة وقادة الانفصال قبل أسبوع واحد من وقوع الانقلاب.

## غينيا بيساو
في غينيا بيساو انقشع غبار المعارك التي شهدتها البلاد عن استيلاء المتمردين بزعامة «انسومانى مانى» على السلطة في السابع من شهر يونيو 1999، وقيامهم بخلع الرئيس «خواو برناردو فييرا» الذي فر هاربًا من البلاد. وكانت المعارك قد اندلعت منذ عام في أعقاب قيام فييرا بإقصاء انسومانى مانى عن قيادة الجيش في 5 يونيو 1998؛ بعدما اتهمه بتهريب السلاح إلى متمردي «كازامانس» المعارضين للنظام الحاكم في السنغال والساعين للانفصال عنها، ففي اليوم التالي لإقصائه حاول مانى الاستيلاء على السلطة بالإطاحة بالرئيس فييرا، حيث أعلن نفسه في السابع عشر من يونيو 1998 رئيسًا لحكومة عسكرية، وسرعان ما سيطر على معظم أرجاء البلاد، وزحف لدخول العاصمة، الأمر الذي حال دونه تدخّل القوى الإقليمية لمناصرة الرئيس فييرا، خاصة من جانب السنغال وغينيا، وبوساطة نيجيرية.. تمّ توقيع اتفاق لوقف إطلاق النار بين الطرفين في نوفمبر 1998 في العاصمة النيجيرية «أبوجا»، إلا أنه سرعان ما تجدّد القتال من جديد بين الجانبين رغم وجود 600 عسكري من قوات «الايكوموج» للفصل بين المتحاربين، ورغم الدعم السنغالي الغيني لقوات فييرا.. نجحت قوات المتمردين في دخول العاصمة والاستيلاء على السلطة في السابع من يونيو 1999، وقد قام المتمرّدون بتعيين رئيس مؤقَّت للبلاد هو «معلم باكاى» -رئيس البرلمان السابق-، وتعهّدوا بإجراء انتخابات رئاسية حرة في أقرب وقت، واتباع سياسة اقتصادية تنقذ البلاد من الفقر المحدق بها. حيث تصنَّف غينيا بيساو بين أفقر دول العالم، وتعاني من عبء ديون تبلغ بليون دولار، وهو ما يعادل أربعة أضعاف الناتج القومي الإجمالي للبلاد.

## ساحل العاج
على الصعيد النظري كان من المفترض أن تكون الانقلابات الثلاثة المذكورة هي آخر ما تشهده قارة إفريقيا من انقلابات في ظل تشديد قادة دول وحكومات القارة على عدم الاعتراف بأي حكومة تصل إلى السلطة عن طريق غير ديموقراطي، جاء ذلك خلال القمة الخامسة والثلاثين لقادة الدول والحكومات الإفريقية بالجزائر في يوليو 1999، حيث صرَّح الناطق باسم المنظمة أنه "لا انقلابات عسكرية بعد اليوم في القارة، وأي شخص يصل إلى السلطة في إفريقيا عن طريق غير ديموقراطي لن يجد لنفسه مكانًا بين الرؤساء الأفارقة"، وأشار إلى أن القرار الذي اتخذته المنظمة في هذا الشأن يتميَّز بأنه وضع آلية لمواجهة الانقلابيين تتضمَّن إجراءات عدة، من بينها المقاطعة الاقتصادية والدبلوماسية"، وكأنه بتلك الإشارة يجيب عن معالم اختلاف القرار المذكور عن القرار المماثل الصادر عام 1987 في قمة هراري بزيمبابوي. ولكن على أية حال فإنه لمّا كانت الانقلابات العسكرية لا تنتهي لمجرد قرار أو تصريح في ظل الاعتبارات الموضوعية وغير الموضوعية التي تحكم تدخل العسكريين في الحكم -خاصة إذا جاء هذا القرار من جانب منظمة يستمدّ الكثير من أعضائها شرعيتهم من انقلاب عسكري أو حرب أهلية أوصلتهم للسلطة- كان من المتوقع أن يتم انتهاك ذلك القرار، ولكن الغريب أن يأتي هذا الانتهاك بانقلاب في ساحل العاج المعروفة باستقرارها النسبي في القارة بفضل وضعها الاقتصادي المتميز مقارنة بغيرها من دول القارة.
ففي شهر ديسمبر 1999 قامت وحدات من الجيش الإيفواري بالإطاحة بالرئيس «كونان بيديه» واضعة حدًا للتوترات السياسية التي شهدتها البلاد من جراء تصاعد مشاعر الغضب الشعبي ضد الرئيس بسبب انتشار الفساد والمحسوبية وعدم العدالة في توزيع موارد البلاد. زاد من الأمر محاولة الرئيس بيديه إقصاء رئيس الوزراء الأسبق حسن وطرا عن سباق الانتخابات الرئاسية الذي كان مخططًا له عام 2000 بدعوى أن أصول وطرا ليست إيفوارية وأن أبيه من بوركينافاسو، الأمر الذي فاقم من حدة التوتر وعدم الاستقرار في ظل تعليق الشعب آمالاً كبيرة على قدرة وطرا على انتشال البلاد من أزمتها، وفي ظل شعبية وطرا في صفوف الجيش. وقد وعد قادة الانقلاب بسرعة تسليم السلطة للمدنيين، والعودة إلى ثكناتهم في أقرب وقت. ورغم تصريحات الإدانة التي أطلقتها العديد من الدول والمؤسسات الإفريقية والدولية ضد انقلاب ساحل العاج فإن مجريات الأمور تشير إلى أن عقارب الساعة يصعب أن ترجع إلى الوراء، وأن الأمر سوف يستقرّ للحكومة الجديدة لعدم وجود انقسام داخلي يمكن استغلاله لتحويل ساحل العاج إلى سيراليون أو كونغو أخرى
وذكرت تقارير غربية نشرت في صحف عالمية عدة، أن ما يقارب 10 ملايين إنسان قد قتلوا جراء النزاعات المسلحة في أفريقيا على السلطة، كذلك تم تشريد أكثر من 40 مليون لاجئ من بلدان مختلفة بسبب المذابح التي أُقيمت عقب كل الانقلابات العسكرية.
وقع على عاتق الاتحاد الأفريقي مسئولية الحد من هذه الظاهرة التي عصفت بالقارة، هذا الاتحاد الذي يضم 53 دولة، فقد بُذلت مجهودات في هذا الصدد كانت واضحة حين غير الاتحاد مكان قمته من مدغشقر إلى ليبيا في عام 2009 بعد الانقلاب العسكري الذي حدث في مدغشقر؛ مما أدى إلى تعليق عضويتها كما حدث نفس الشيء في انقلاب غينيا وموريتانيا.
كذلك من أجل وضع نهاية لهذه الثقافة المتجذرة في القارة، قامت مجموعة (إيكواس) المجموعة الاقتصادية لدول غرب أفريقيا، بفرض عقوبات اقتصادية على الدول التي يحدث بها انقلابات عسكرية، بالاشتراك مع مجموعة تنمية اقتصاد الجنوب الأفريقي (سادك) والاتحاد الأفريقي، وقد تم تطبيق هذا على الدول الثلاث آنذاك مدغشقر وموريتانيا وغنيا.
أسفرت هذه المحاولات إلى تطور في السياسية الأفريقية ونظم الحكم في العقد الأخير، أدت إلى أن تشهد القارة العديد من الانتخابات في السنوات الأخيرة كالتي حدثت في موريتانيا ومدغشقر وغينيا بيساو والصومال والنيجر وتوجو وساحل العاج وروندا وزيمبابوي والكاميرون وزامبيا خلال عامي 2009 و 2010 مما يشكل تطورًا في العقلية السياسية الأفريقية.
ردة إلى الخلف شكلت الانقلابات العسكرية التي حدثت في مصر في عام 2013 والتي جأت بعد مايراه البعض بثورة شعبية على السطلة الحاكمة وبوركينا فاسو في 2014 ردة إلى عصر الانقلابات العسكرية، فبعد أن تهيأت القارة لنسيان عصور تدخل الجيوش بالسياسية، عادت من جديد لتشهد انقلابين في أقل من عامين؛ مما دق جرس الإنذار في شتى الدول الأفريقية والتي لا تتمتع باستقرار سياسي حتى هذه اللحظة.
فيما حمل بعض المحللين للشأن الأفريقي المسئولية للاتحاد الأفريقي الذي غض الطرف عن الانقلاب في أكبر دولة أفريقية كمصر، من حيث وزنها الإقيلمي والسياسي؛ مما يشجع على هذا السلوك في الدول الأقل وزنًا.

## مصر
وقع انقلابًا عسكريًا في مصر في الثالث من يوليو في العام 2013 بعدما أطاح وزير الدفاع المصري آنذاك الجنرال «عبد الفتاح السيسي» بالرئيس المنتخب حينها «محمد مرسي» ووضعه في السجن.
فقد عقد مجلس السلم والأمن (PSC) التابع للاتحاد الأفريقى اجتماعًا طارئًا في 5 يوليو، وقرر خلاله أن الإطاحة بالرئيس المنتخب ديمقراطيًا لا تتفق مع الأحكام ذات الصلة من الدستور المصري، ولذلك يعتبر هذا الإجراء تغييرًا غير دستورى للحكومة، وقرر المجلس تعليق مشاركة مصر في أنشطة الاتحاد الأفريقى حتى استعادة النظام الدستوري.
كان هذا هو الموقف الأولي للاتحاد الأفريقي إزاء ما حدث في القاهرة، لكن ثمة تغير مفاجئ قد حدث تجاه الأزمة التي لم يتم حلها حتى الآن في القاهرة، فبعد عدة زيارات للجان روتينية شكلها الاتحاد الأفريقي لبحث الوضع في مصر وسبل لحل الأزمة، أتت بعد ذلك توصية من رئيس مجلس السلم والأمن الأفريقي «بول لولو بولس» بعدم إرسال بعثة أفريقية لمراقبة انتخابات الرئاسة المصرية والتي كان من بين مرشحيها الجنرال السيسي الفاعل الأول في الإجراءات الغير الدستورية التي تمت في الثالث من يوليو.
ولكن المفاجأة أتت برفع العقوبات عن مصر واستمرار نشاطها بالاتحاد الأفريقي وهو ما وصفه البعض بفتح لنافذة الانقلابات العسكرية في أفريقيا مغلفة بشكل ديكوري للانتخابات.
فسر البعض ذلك أن الاتحاد الأفريقي رضخ لضغوطات إقيليمة خليجية وعدت بفتح مجال أكبر للاستثمار في أفريقيا مقابل التغاضي عن الإجراءات المتخذة ضد مصر.
وهو ما قد يندم عليه الاتحاد الأفريقي فيما بعد، وقد ظهرت بوادره بالانقلاب العسكري الذي تم في دولة بوركينا فاسو، حيث أعرب الاتحاد الأفريقي عن قلقه بشأن الإجراءات التي تمت هناك من قبل الجيش، فقد أطيح برئيس بوركينا فاسو من قبل قائد الجيش بعد نيته تعديل الدستور للترشح لمدة رئاسية أخرى، ثم قام ضابط بالحرس الجمهوري بتنصيب نفسه رئيسًا للبلاد، رافضًا تولي رئيس الأركان للحكومة في مشهد يعيد إلى الأذهان عقود الانقلابات الأفريقية المتكررة؛ وهو ما يواجهه الاتحاد الأفريقي الآن بعد رضوخه للضغوطات الخارجية بتغيير موقفه من انقلاب الجيش في مصر، فلم يعلق الاتحاد الأفريقي عضوية بوركينا فاسو حتى الآن، رغم تشابه الموقف في مصر لكن حسابات أخرى تحسم الأمور في الاتحاد الأفريقي لم يعلن عنها بعد.